# Tagande av olovlig väg
Tagande av olovlig väg är ett brott enligt svensk rätt.
I brottsbalken 12 kap. 4 § står det:
| ” | Den som olovligen och på annat än väg färdas över tomt eller plantering, eller över någon annan mark som kan skadas av detta, döms för tagande av olovlig väg till böter eller fängelse i högst sex månader. | „ |

## Bakgrund
Enligt äldre lag skulle den som tog olovlig väg eller gångstig över annans tomt, åker, äng, plantering eller andra ägor, vilka därav kunde skadas, böta högst femtio kronor.
I brottsbalken som trädde i kraft 1 januari 1965 upptogs denna paragraf med en särskild beteckning, tagande av olovlig väg. Brottsbeskrivningen avser att någon tar olovlig väg över tomt eller plantering eller över annan äga som kan skadas av detta. Av brottsbeskrivningen framgår att olovligt tagande av väg över tomt eller plantering ska vara straffbart oavsett om skada kunnat ske, men beträdande av andra ägor endast i den mån de kan skadas. Då även att gå måste anses vara att ta väg, har tagande av gångstig inte omnämnts vid sidan om tagande av väg. Lagen skärptes 2017, och fängelse på upp till sex månader infördes i straffskalan.

## Påföljd
Straffet för brottet tagande av olovlig väg är böter eller fängelse i upp till sex månader. Tagande av olovlig väg omfattas av brottsbalken 12 kap. 6 §, vilket gör gällande att allmänt åtal inte väcks i de fall då endast enskild rätt kränkts, om inte särskild anledning föreligger.